# Giełda Papierów Wartościowych Mauritiusa
Stock Exchange of Mauritius (w skrócie SEM) – giełda papierów wartościowych na Mauritiusie; zlokalizowana w mieście - Port Louis.
Giełda powstała w 1988.